# (361450) Houellebecq
(361450) Houellebecq est un astéroïde de la ceinture principale.

## Description
(361450) Houellebecq est un astéroïde de la ceinture principale. Il fut découvert le 21 janvier 2007 à Nogales (Arizona) par Jean-Claude Merlin. Il présente une orbite caractérisée par un demi-grand axe de 3,08 UA, une excentricité de 0,04 et une inclinaison de 8,7° par rapport à l'écliptique.
Il est nommé d'après l'écrivain français Michel Houellebecq.

## Compléments